# Fritz Knoll
Friedrich "Fritz" Joseph Knoll, född 21 oktober 1883, död 24 februari 1981, var en österrikisk botaniker. Auktorsnamnet Knoll kan användas för Fritz Knoll i samband med ett vetenskapligt namn inom botaniken; se Wikipediaartiklar som länkar till auktorsnamnet.
Knoll blev docent i Graz 1912, i Wien 1914, extra ordinarie professor där 1922 och i Prag samma år, ordinarie professor i botanik vid tyska universitetet i Prag och direktor för botaniska trädgården där 1926. År 1933 återvände han till Wien som ordinarie professor. Knoll var en av de främsta representanterna för samtidens blombiologi, som han utvecklade i experimentell riktning. Sina banbrytande undersökningar, vilka även behandlade blommornas morfologiska och anatomiskt-fysiologiska anpassningar för insektspollinationen, nedlade han i det stora arbetet Insekten und Blumen (1921-26).